# Diana Martín

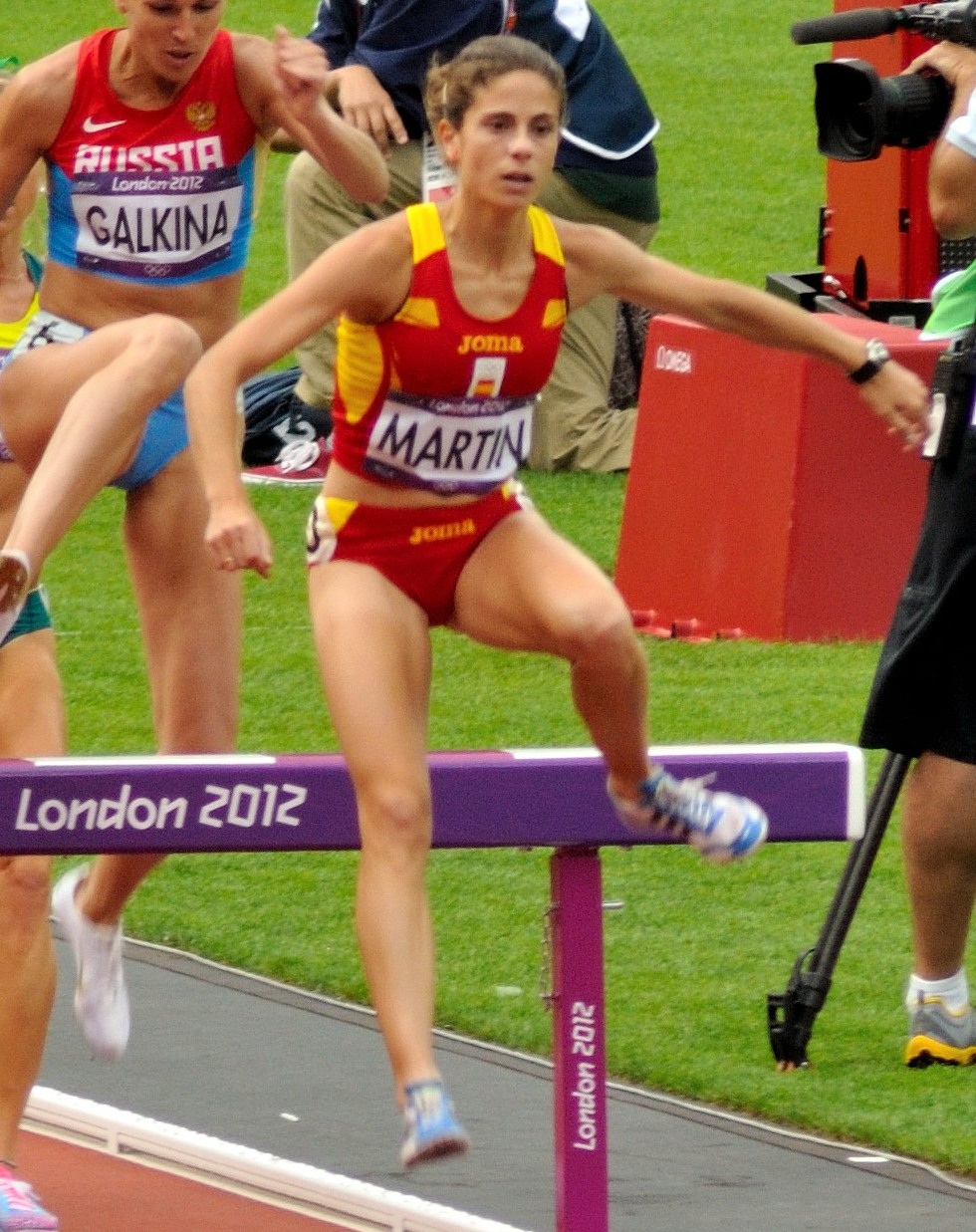
Diana Martín bei den Olympischen Spielen 2012

Diana Martín (Diana Martín Giménez; * 1. April 1981) ist eine spanische Hindernis- und Langstreckenläuferin.
2005 belegte sie bei den Crosslauf-Weltmeisterschaften in Saint-Galmier auf der Kurzstrecke den 81. Platz und bei den Crosslauf-Europameisterschaften in Tilburg den 60. Platz.
Bei den Europameisterschaften 2006 in Göteborg und bei den Weltmeisterschaften 2007 in Ōsaka schied sie über 3000 Meter Hindernis im Vorlauf aus.
2008 kam sie bei den Crosslauf-Weltmeisterschaften in Edinburgh auf den 39. Platz und bei den Crosslauf-Europameisterschaften in Brüssel auf den 49. Platz.
Im Jahr darauf folgte einem 31. Platz bei den Crosslauf-Weltmeisterschaften 2009 in Amman ein weiteres Vorrundenaus über 3000 Meter Hindernis bei den Weltmeisterschaften in Berlin.
2010 gewann sie bei den Ibero-Amerikanischen Meisterschaften Bronze über 3000 Meter und trug bei den Crosslauf-Europameisterschaften in Albufeira mit einem 14. Platz zum Gewinn der Bronzemedaille durch das spanische Team bei.
2011 belegte sie bei den Crosslauf-Weltmeisterschaften in Punta Umbría Rang 64 und scheiterte über 3000 Meter Hindernis bei den Weltmeisterschaften in Daegu im Vorlauf.
2012 wurde sie über 3000 Meter Hindernis Siebte bei den Europameisterschaften in Helsinki und kam bei den Olympischen Spielen in London nicht über die erste Runde hinaus. Zum Saisonabschluss wurde sie Zehnte bei den Crosslauf-Europameisterschaften in Szentendre.
Im darauffolgenden Jahr belegte sie bei den Crosslauf-Weltmeisterschaften 2013 in Bydgoszcz den 22. Platz, wurde über 3000 Meter Hindernis Elfte bei den Weltmeisterschaften in Moskau und trug bei den Crosslauf-Europameisterschaften in Belgrad mit einem 14. Platz zum Gewinn der Bronzemedaille durch das spanische Team bei.
2014 gewann sie über 3000 Meter Hindernis Bronze bei den Europameisterschaften in Zürich. Bei den Crosslauf-Europameisterschaften in Samokow lief sie in der Einzelwertung auf Rang 19 und holte Silber mit dem spanischen Team.
Bei den Crosslauf-Weltmeisterschaften 2015 in Guiyang kam sie auf den 37. Platz.
2012 wurde sie Spanische Meisterin im Crosslauf, 2013 sowie 2014 über 3000 Meter Hindernis.

## Persönliche Bestzeiten
- 3000 m: 9:06,53 min, 6. Juni 2010, San Fernando
- 5000 m: 15:53,05 min, 6. Juli 2010, Mataró
- 10.000 m: 32:50,06 min, 29. März 2014, Lissabon
- 3000 m Hindernis: 9:30,70 min, 17. August 2014, Zürich